# CHS

Talerze dysku z zaznaczonymi cylindrami podzielonymi na sektory i głowicami

CHS (ang. Cylinder-Head-Sector, czyli cylinder-głowica-sektor) jest metodą adresowania danych na dysku twardym.
Każdy dysk twardy zawiera talerze i głowice do odczytu i zapisu. Głowice znajdują się po obydwu stronach talerza tzn. jeżeli dysk zawiera 2 talerze to posiada 4 głowice. Każdy talerz podzielony jest na ścieżki. Wartość cylindrów określa liczbę ścieżek znajdujących się po każdej ze stron talerza. Pojedynczy cylinder jest więc zbiorem ścieżek będących jedna nad drugą (jest ich tyle samo co głowic). Wartość sektorów określa liczbę sektorów w każdej ścieżce, każdy sektor zawiera 512 bajtów.
Starsze dyski twarde stosujące metody zapisu MFM i RLL, dzieliły każdy cylinder na równą liczbę sektorów a wartości CHS odpowiadały fizycznej budowie dysku. Dysk z wartościami CHS 500x4x32 posiadał 500 ścieżek po każdej stronie talerza, 2 talerze, i 32 sektory na ścieżkę.
Dyski IDE, które zastąpiły dyski z metodami zapisu MFM i RLL używają efektywniejszej metody zapisu danych ZBR. Przy metodzie zapisu Zone Bit Recording liczba sektorów w cylindrze zależy od jego położenia na dysku. Cylindry bliżej krawędzi talerza zawierają więcej sektorów niż te bliżej środka talerza. Adresowanie CHS nie działa na tych dyskach z powodu zróżnicowanej liczby sektorów w cylindrach.
Każdy dysk IDE można dowolnie skonfigurować w BIOS, byle ustawienia CHS nie przekraczały pojemności dysku. Często należało także zaktualizować BIOS, aby obsługiwał on dyski w systemie CHS o większej pojemności, które pojawiały się wraz z rozwojem technologii. Dysk przekonwertuje podane adresowanie CHS na adresowanie specyficzne dla konfiguracji sprzętowej.

## Ograniczenia pojemności dysku
W najstarszych komputerach IBM PC system odwoływał się do dysku przez BIOS przerwanie 13h. Funkcja ta przekazywała położenie sektora do odczytu/zapisu w rejestrach procesora, co wprowadzało ograniczenia. Oprócz tego jeszcze wprowadzono dodatkowe ograniczenia: 
- sektory na ścieżce - 63 sektory o numerach od 1 - 63 (sektor nie mógł mieć numeru 0)
- liczba głowic - 16 o numerach od 0 - 15
- liczba cylindrów - 1024 o numerach 0 - 1023

Ogranicza to całkowitą liczbę sektorów na dysku do 1032192, co odpowiada pojemności dysku 528482304 B  (528 MB).